# Concerto
Een concerto of concert is een vorm van compositie waarbij verschillende instrumenten of instrumentengroepen met elkaar dialogeren of wedijveren.

## Terminologie en etymologie
De term komt uit het Italiaans en is afgeleid van het Latijn: 'concertare' (wedijveren, strijden, zich meten, disputeren) of mogelijk van 'conserere' (bijeenvoegen). Het meervoud van 'concerto' is 'concerti' of 'concerto's'.
De termen 'concert' en 'concerto' kunnen beide gebruikt worden in de betekenis van "muziekstuk". Ook voor muziekuitvoeringen wordt de term 'concert' gebruikt. In Vlaanderen is de term 'concerto' gangbaar voor elk muziekstuk in de genoemde vorm, net zoals in het Frans, het Italiaans en het Engels. In Nederland maakt men onderscheid tussen 'concerto', waarmee men vooral de vroege oorspronkelijke Italiaanse vorm bedoelt, en de latere klassieke en romantische vorm, die men 'concert' noemt, net zoals onder andere in het Duits. In de Duitse musicologische literatuur maakt men eveneens een onderscheid tussen 'Concerto' voor de oude Italiaanse vorm en het latere 'Konzert', meestal 'Instrumentalkonzert' of 'Solokonzert' genoemd.

## Geschiedenis en ontwikkeling
De benaming 'concerto' werd voor het eerst gebruikt in 1602 bij de Concerti Ecclesiastici van Lodovico Grossi da Viadana, motetten voor stemmen en orgel. Deze muziekvorm groeide langzamerhand uit tot de 'concerti de chiesa' (kerkconcerten). Het vormschema was dat van de 'sonata da chiesa' (kerksonate) en de 'Italiaanse ouverture'. Als schepper van het instrumentaal 'concerto da camera' dient Giuseppe Torelli te worden genoemd. De door hem gebruikte bezetting (twee violen en bas) werd later door Arcangelo Corelli, Francesco Geminiani, Vivaldi en anderen ontwikkeld en werd ook toegepast door Bach en Händel.
In de eerste plaats verschafte het concerto aan de solist de mogelijkheid zijn talent te etaleren. Bekend zijn bijvoorbeeld de bravoureconcerto's van Paganini. Later werd het dan ook soloconcert(o) genoemd.
Er zijn diverse soorten concerto's:
- het concerto grosso voor een orkest van solisten, meestal strijkers. De Brandenburgse Concerten van J.S. Bach zijn hier een goed voorbeeld van.
- het concertina, een korter werk voor een kleiner orkest.
- een soloconcerto, verder gespecificeerd naar het instrument: celloconcerto, fluitconcerto, klarinetconcerto, orgelconcerto, vioolconcerto enz.
- het dubbel- of tripelconcerto voor twee of drie instrumenten met orkest.
- de concertante symfonie, een variant waarbij een symfonie ook sterke solistische partijen bevat.

## Kenmerken
Het voornaamste kenmerk van een concerto is dat de solistische partijen een belangrijke en contrasterende functie hebben. Het bestaat meestal uit drie delen die door korte pauzes van elkaar gescheiden zijn. Het eerste deel is vaak een diepgaand en snel deel en opgebouwd volgens de sonatevorm. Daarna volgt dan een langzaam deel en ten slotte een snel deel, dat minder diepgaand en vrolijker is en ook bedoeld is om de solist de gelegenheid te geven zijn virtuositeit te tonen.
Vlak voor het einde van het eerste deel zit meestal een cadens. Dat is een vrijer gedeelte waarbij het orkest stil is en de solist een virtuoze improvisatie kan laten horen. De cadens werd voor het eerst door Händel gebruikt en werd in de negentiende eeuw belangrijker, gezien de drang naar virtuositeit. Bij veel concerten is de solist vrij in het kiezen van de cadens: die kan een vinding zijn van de solist zelf (soms als improvisatie), maar meestal is de cadens uitgeschreven door de componist of een andere bewerker.
Ook het moderne concert(o) blijft gebouwd op de principes van het oudere genre en houdt vast aan de dialoog tussen een solo-instrument en het orkestensemble; van de sonatevorm wordt echter vaker afgeweken. Het solo-instrument is in veel gevallen de piano of de viool, maar in principe komen alle orkestinstrumenten in aanmerking, bijvoorbeeld cello, dwarsfluit, harp, hobo, hoorn, klarinet en de menselijke stem. Ook bestaan dubbelconcerten voor twee en tripelconcerten voor drie solo-instrumenten en orkest. Ook minder traditionele instrumenten hebben inmiddels hun plaats veroverd, zoals de klassieke gitaar in Concierto de Aranjuez, de bajan (Russische knopaccordeon) in Fachwerk van Sofia Goebaidoelina en de mondharmonica in Concerto for Harmonica (1995) van Toots Thielemans. Hierbij wordt vaak alle kans gegeven aan een ver doorgedreven virtuositeit, maar dat hangt af van de bedoeling van de componist. Het solistenthema wordt hierbij in de 17e en 18e eeuw gewoonlijk aangekondigd door een tutti van het orkest, de sologedeelten worden door het orkest slechts onderstreept. Dit laatste krijgt dan nog slechts een begeleidende rol toegewezen. Vanaf Mozart en Beethoven kreeg het orkest meer belang en werd het wedijverend karakter van het concert meer benadrukt. In de concerten van Chopin en Paganini bleef de rol van het solo-instrument centraal staan.
Wat de algemene vormgeving betreft, vertoont het eerste gedeelte van de compositie gewoonlijk alle kentekenen van de sonatevorm (exposite, doorwerking en herhaling). Het tweede gedeelte, in meer lyrische stijl gehouden, is langzaam, terwijl de finale dikwijls in rondovorm (A – B – A – C – A – B’ – A) is gecomponeerd.

## Bekende concerti
Tot de voornaamste klassieke werken in het genre behoren de concerti van Mozart, Beethoven en Haydn. Voor de romantische periode dienen onder andere te worden genoemd Mendelssohn, Schumann, Chopin, Brahms, Grieg, Tsjaikovski, Saint-Saëns, Rachmaninov en Dvořák. Ten slotte zijn er ook moderne concertocompositie, met namen als Aaron Copland, Gershwin, Prokofjev, Stravinski, Ravel, Hindemith en Bartók.